# VTB United League Young Player of the Year
Il VTB United League Young Player of the Year è il riconoscimento conferito annualmente dalla VTB United League al miglior Under-22 della stagione. È stato istituito nel 2012.

## Vincitori
| Stagione  | Nazionalità   | Giocatore                | Squadra              |
| --------- | ------------- | ------------------------ | -------------------- |
| 2012-2013 | Russia        | Sergej Karasëv           | Zenit S. Pietroburgo |
| 2013-2014 | Russia        | Dmitrij Kulagin          | Zenit S. Pietroburgo |
| 2013-2014 | Lituania      | Edgaras Ulanovas         | Neptūnas Klaipėda    |
| 2014-2015 | Lettonia      | Jānis Timma              | VEF Rīga             |
| 2015-2016 | Russia        | Artëm Klimenko           | Avtodor Saratov      |
| 2016-2017 | Russia        | Ivan Uchov               | Parma Perm'          |
| 2017-2018 | Stati Uniti   | Isaiah Briscoe           | Kalev/Cramo          |
| 2018-2019 | Russia        | Nikita Michajlovskij     | Avtodor Saratov      |
| 2019-2020 | Non assegnato | Non assegnato            | Non assegnato        |
| 2020-2021 | Russia        | Nikita Michajlovskij (2) | Avtodor Saratov      |
| 2021-2022 | Russia        | Andrej Martjuk           | Lokomotiv Kuban'     |
| 2022-2023 | Russia        | Andrej Martjuk (2)       | Lokomotiv Kuban'     |
| 2023-2024 | Russia        | Kirill Elatontsev        | Lokomotiv Kuban'     |